# 薩蘭帕斯坎塔馬島
薩蘭帕斯坎塔馬岛（芬蘭語：Saaranpaskantamasaari）是芬蘭薩拉市镇翁卡莫湖東北方的一座無人島。它位于芬蘭跟俄羅斯的邊境区域内，距離俄羅斯的國界不到200米處。該島以它奇特的地名聞名。
薩蘭帕斯坎塔馬岛直譯為“薩拉拉出來的島嶼”。“Saara”是在芬蘭常見的女子姓名，漢語譯為“薩拉”。字綴“-n”是芬蘭語所有格的后缀。“Paskantama”是動詞“paskantaa”的分詞，意為“拉屎”、“腹瀉”或“排便”。“Saari”是指島嶼。